# Annam

Annam vyznačen fialovou barvou na mapě Francouzské Indočíny

Annam (vietnamsky An Nam, z čínského 安南, pinyin: Ānnán, „Klidný jih“) je historické označení střední části Vietnamu. Na jih od Annamu byla historická oblast Kočinčína a na sever Tonkin – severně od řeky Ma. 
Za čínské dynastie Tang a dynastie Wu Zhou v letech 679 až 866 se jednalo o čínský imperiální protektorát a nejjižnější administrativní divizi. Před osamostatněním Vietnamu se v rámci Francouzské Indočíny (1887–1954) jednalo o protektorát, jehož metropolí bylo město Hue. Dnes se region ve vietnamštině označuje jako Trung Bộ (Střední Vietnam).

## Čínský protektorát
An Nam, zjednodušeně „Annam“ je vietnamská forma čínského názvu „Annan“ znamenající „Klidný jih“ nebo „Zklidnit jih“, což je zkrácená forma celého názvu „Generální protektorát pro zklidnění Jihu“ (čínsky: 安南都護府; v přepisu pinyin: Ānnán Dūhùfǔ; vietnamsky: An Nam đô hộ phủ).
Roku 679 protektorát Annan nahradil protektorát Jiaozhou, také známý jako Jiaozhi, který měl své sídlo v okrese Songping (dnes moderní Hanoj). Annan byl na krátkou dobu od roku 757 do roku 760 přejmenován na Zhennan, než se vrátil zpět na „Annan“.

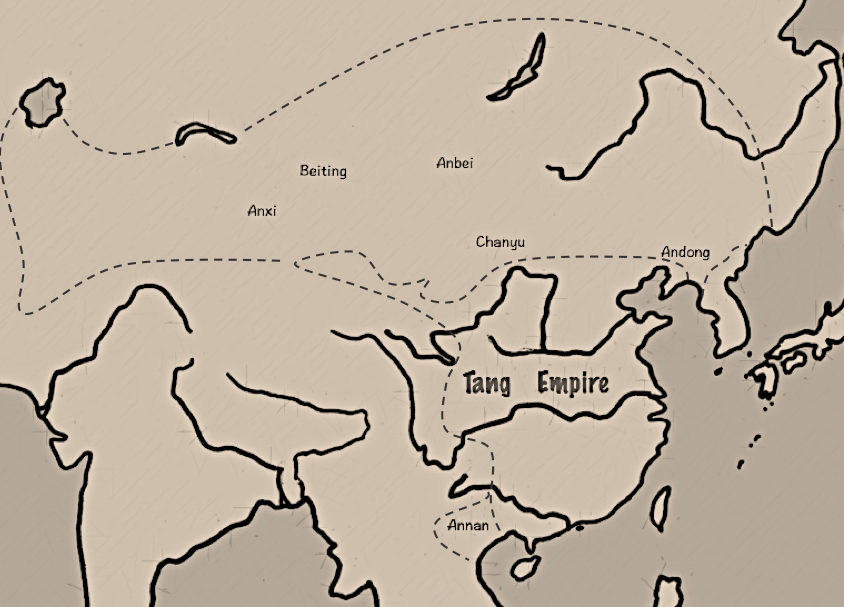
mapa imperiálního protektorátu dynastie Tang, Annam vyznačen šrafováním jako "Annan Protectorate"

Po tom, co jiedushi Li Zhuo v Annanu vyvolal nepřátelství s horskými kmeny, když nechal zakázat obchod se solí a zabít několik mocných náčelníků, mnoho významných náčelníků kmenů zběhlo do království Nanzhao. Roku 858 Nanzhao vpadlo do Annanu a roku 864 získalo pod kontrolu Songping.  Po svém znovudobytí Gao Pianem byl protektorát Annan v roce 866 přejmenován na Jinghai Jun (čínsky: 靜海軍, v přepisu pinyin: Jìnghǎi Jūn) a hlavní město Songping přejmenováno na Đại La.
Mezi lety 874 až 879 vedla dynastie Tang kampaň proti místním kmenům. V roce 880 se armádní jednotky rozmístěné v Annamu vzbouřily, ovládly město Đại La a donutily vojenského guvernéra Zeng Guna utéct na sever. Tím de facto skončila čínská kontrola nad severním Vietnamem.
Tangská kontrola nad Annanem trvající dvě století vyústila v hybridní tang-původní sinizovanou kulturu a politické a právní struktury. Místní sinizované elity začaly používat čínské písmo a obyčejní lidé a domorodci přijali osobní jména a styly jmen odpovídající vietnamským osobním jménům přetrvávajících doteď.
Až do nezávislosti Vietnamu byl názvem Annan/Annam často označován celý Vietnam, a to hlavně jinými státy na Západě, ale i v Koreji nebo Japonsku.

## Vymezení
Území bývalého protektorátu se v podstatě krylo s územími těchto moderních vietnamských provincií:
1. Thanh Hoa
2. Nghe An
3. Ha Tinh
4. Quang Binh
5. Quang Tri
6. Thua Thien-Hue
7. Da Nang
8. Quang Nam
9. Kon Tum
10. Quang Ngai
11. Gia Lai
12. Bin Dinh
13. Dak Lak
14. Phu Yen
15. Khanh Hoa
16. Dak Nong
17. Lam Dong
18. Ninh Thuan
19. Binh Thuan